# Days Sales Outstanding
Der Begriff Days Sales Outstanding (DSO) bzw. Forderungslaufzeit bezeichnet die Anzahl der Tage, die vom Zeitpunkt der Rechnungsstellung (Rechnungsdatum) bis zum Zahlungseingang auf dem Bankkonto bzw. in der Kasse des Lieferanten vergehen. Synonym wird auch der Begriff Umschlagsdauer der Forderungen bzw. Verbindlichkeiten verwendet (siehe Zahlungsbedingung). Diese Kennzahl dient als Effizienzgröße für das Mahnwesen bzw. Debitorenmanagement eines Unternehmens. Je kleiner diese Kennzahl ist, desto besser läuft der Prozess, umso wirtschaftlicher ist es für das Unternehmen. Die DSO im Jahresdurchschnitt wird wie folgt berechnet:
```
 DSO = durchschn. Forderungsbestand : (Bruttoumsatz : 365)
```

## Zahlungsverhalten im europäischen Vergleich
Eine internationale Studie, der European Payment Index, der jährlich von Intrum Justitia erstellt wird, misst in regelmäßigen Abständen mittels Umfragen bei Unternehmen das Zahlungsverhalten in über zwanzig europäischen Ländern, u. a. anhand der Days Sales Outstanding.
Die durchschnittliche Zahlungsfrist in Deutschland beträgt 31 Tage. Beglichen werden die Forderungen aber erst nach 45 Tagen (DSO), was einem Zahlungsverzug von 14 Tagen entspricht. Damit liegt Deutschland im europäischen Mittelmaß.
Die Ergebnisse aus der Schweiz und Österreich zeigen in etwa ähnliche Verzugsfristen. Ein deutlich schlechteres Zahlungsverhalten weisen die Länder Portugal (38 Tage Zahlungsverzug) und Italien (23 Tage) auf.
Insgesamt hat sich die Zahlungsdauer im gesamteuropäischen Durchschnitt im Vergleich zu 2005 um über einen Tag verschlechtert. Für ein Unternehmen mit einem Umsatz von 30 Millionen Euro bedeutet dies, dass es 100.000 € zusätzliche Bankkredite aufnehmen muss.

## Gründe für schlechtes Zahlungsverhalten
Hauptgründe für das schlechte Zahlungsverhalten sind Liquiditätsschwierigkeiten und ungenügende Bankkredite. Teilweise werden Rechnungen auch deshalb verspätet bezahlt, weil dies als günstige Finanzierungsform gilt.
Unternehmen mit Zahlungsschwierigkeiten verhalten sich bei der Bezahlung ihrer Verpflichtungen ausgesprochen selektiv: Zuerst werden Rechnungen der wichtigsten Lieferanten bezahlt, gefolgt von Rechnungen der öffentlichen Hand (Steuern, Abgaben etc.). An dritter Stelle werden Zinsen und Amortisationen von Banken und Finanzgesellschaften bezahlt. Lieferanten, welche für die eigene Produktion austauschbar sind, rangieren weit hinten – unabhängig von der Höhe und vom Alter der bestehenden Zahlungsverpflichtungen.